# بيرديكاس الثالث المقدوني
بيديكاس الثالث المقدوني(باليونانية:Περδίκκας Γ`ὁ Μακεδὼν) كان ملك مملكة مقدونيا القديمة من العام 368 إلى العام 359 قبل الميلاد، خلف أخاه الإسكندر الثاني على عرش مقدونيا.

## توليه العرش
هو ابن أمينتاس الثالث المقدوني، كان تحت سن البلوغ عندما تم اغتيال أخيه الإسكندر الثاني المقدوني من قبل الوصي بطليموس الألاروسي، والذي بقي في منصبه كوصي على بيرديكاس الثالث حتى العام 365 قبل الميلاد. في العام 365 قبل الميلاد قام بيرديكاس بقتل بطليموس الألاروسي واستلم الحكومة.

## الأوضاع في عهده
كان لبيرديكاس الثالث عداوات مع أثينا بسبب مدينة أمفيبوليس وكان يعرف عنه رعايته لرجال الأدب والثقافة، وأبرز رجال بلاطه كان إيوفرايوس تلميذ أفلاطون.
عمل كـ «ثيورودوكوس»  (أي مساعد سفير الألعاب) في الألعاب البانهيلينيك في إبيداوروس حوالي العام 365 قبل الميلاد.
حاول إعادة احتلال مقدونيا العليا من الإليري بارديليس، لكن حملته انتهت بمقتله ، خلفه على عرش مقدونيا ابنه أمينتاس الرابع المقدوني والذي كان عمره 3 سنوات فقط.